# Rejection Role
Rejection Role är en singel av det svenska death metal-bandet Soilwork, utgiven 2003.

## Låtlista
1. "Rejection Role"
2. "Departure Plan"
3. "As We Speak" (Videoklipp)